# Third Party Logistics
Die Third Party Logistics Provider (Abkürzung: 3PL) sind firmenexterne Logistikdienstleister. Ihre Kernkompetenz ist die Übernahme von Transport und Lagerung von ihren Kunden. Third-Party-Logistics-Anbieter kümmern sich aber zunehmend um darüber hinausgehende Dienstleistungen.
Im Unterschied zu Fourth Party Logistics (4PL) und Application Service Provider (ASP) besitzen 3PL-Dienstleister eigene Assets im Bereich der klassischen Prozesse Transport, Umschlag und Lagerung. 4PL-Anbieter haben demnach keine eigenen LKW und Lagerhallen, sondern stellen nur ihr Know-how zur Verfügung (z. B.: Fuhrparkmanagement).
Die Kombination der 3PL- und 4PL-Kompetenzen zeichnen den Lead Logistics Provider (LLP) aus. Mit eigenen LKW und Lagerhallen sowie dem notwendigen Know-how zur Steuerung komplexer Lieferketten können somit den Kunden Logistikdienstleistungen aus einer Hand – im Sinne eines „one stop shopping“ – angeboten werden.

## Leistungen eines 3PL-Dienstleisters
Unternehmen wollen heute ihre Produkte weltweit verkaufen und gleichzeitig von allen Kontinenten Rohstoffe beziehen. Die wichtigste Aufgabe eines 3PL-Providers besteht daher im Transport all dieser Güter. Viele 3PL-Kunden gehen noch einen Schritt weiter und übergeben auch die Lagerung ihrer Güter.
Aufgrund der Komplexität der Distributionsanforderungen übernehmen 3PL-Anbieter auch noch eine Reihe weiterer Aufgaben („value-added services“). Sie sind Spezialisten für die Zollabfertigung und für die Weiterleitung von Fracht. Manchmal nehmen sie auch selber Bestellungen auf und bearbeiten die Aufträge. Ein 3PL-Provider kann die Fakturierung übernehmen und die Bezahlung überwachen. Viele Unternehmen bieten auch die Montage, die Verpackung und das Etikettieren der Ware an. Auch die Retourenannahme und Reparaturen können über ein 3PL Unternehmen abgewickelt werden. Des Weiteren gehören auch Beratungstätigkeiten zu ihrem Aufgabenfeld.

## Vorteile für den Kunden
Kosten- und Zeitersparnis
Aufgrund der Größe und der Erfahrung können Third Party Logistics Provider viel effizienter arbeiten, als es die Kunden selber zustande bringen würden. Befragungen der Unternehmen haben ergeben, dass die Logistikkosten durch die Auslagerung um durchschnittlich 10 % gesunken sind, während sich die Lieferzeit um 30 % verkürzt hat.
Niedrige Kapitalbindung
Die Kunden können außerdem ihr gebundenes Kapital stark reduzieren, da sie kein eigenes Lager und keine eigene Flotte kaufen müssen. Indem der Logistik-Bereich ausgelagert wird, kann der Kunde den Fokus auf seine eigentlichen Kernkompetenzen legen.
Flexibilität
Besonders vorteilhaft sind 3PL auch dann, wenn der eigene Bedarf während des Jahres stark schwankt. Ein eigenes Lager ist in solchen Fällen sehr schlecht ausgelastet.
Erfahrung
Kunden profitieren vom Branchen-Know-how der Logistikdienstleister. Diese haben meist globale Netzwerke aufgebaut, die der Kunde zu seinem Vorteil einsetzen kann.

## Gegenwärtige Marktlage
Eine Capgemini-Studie aus dem Jahr 2003 hat ergeben, dass ca. 80 % der Unternehmen angeben, die Dienste eines Third Party Logistics Providers in Anspruch zu nehmen. Das ergibt einen Umsatz allein in den USA von 85 Milliarden Dollar. Dieser Wert wächst stetig. Im letzten Jahrzehnt gab es eine jährliche Steigerung von 10 %.
Es gibt einen Trend hin zu Lead Logistics Provider, also Unternehmen, die auf umfassenden Service statt reiner Transportabwicklung setzen.
Außerdem gibt es derzeit eine sehr starke Konzentrationstendenz. Sehr viele Logistikdienstleister schließen sich zusammen oder übernehmen die Konkurrenz.